# Fairey III
Fairey III foi uma família de aeronaves de reconhecimento aéreo desenvolvida pelos britânicos que foram produzidas em massa, tanto em aviões como em hidroaviões. Voando pela primeira vez no dia 14 de Setembro de 1917, viram serviço em várias forças aéreas por todo o mundo até à Segunda Guerra Mundial. Quase mil exemplares foram construídos.
O único Fairey III existente no mundo encontra-se exposto no Museu de Marinha em Lisboa.